# 明星镇 (射洪市)
明星镇，是中华人民共和国四川省遂宁市射洪市下辖的一个乡镇级行政单位。

## 行政区划
明星镇下辖以下地区：
龙桥社区、龙凤社区、五通村、大明村、义和村、葛家井村、八角井村、黎家湾村、高屋村、瓦窑咀村、柏蒲村、罗家沟村、鲜家坪村、白蝉村、文峰山村、荣乐村、水井村、龙胆村、蔡园村、龙潭村、义昌村、三岔溪村、天马山村、雷电村和老鹰村。